# Mazingarbe
Mazingarbe település Franciaországban, Pas-de-Calais megyében. Lakosainak száma 8164 fő (2022. január 1.). Mazingarbe Annequin, Bully-les-Mines, Grenay, Labourse, Loos-en-Gohelle, Nœux-les-Mines, Noyelles-lès-Vermelles, Sailly-Labourse, Sains-en-Gohelle és Vermelles községekkel határos.

## Népesség
A település népességének változása:
| Lakosok száma | 7743 | 7970 | 8059 | 8053 | 8036 | 8033 | 8029 | 8068 | 8164 |
|               | 2013 | 2015 | 2016 | 2017 | 2018 | 2019 | 2020 | 2021 | 2022 |